# Adelphia platyrachis
Adelphia platyrachis är en tvåhjärtbladig växtart som först beskrevs av José Jéronimo Triana och Planch., och fick sitt nu gällande namn av W.R.Anderson. Adelphia platyrachis ingår i släktet Adelphia och familjen Malpighiaceae. Inga underarter finns listade i Catalogue of Life.